# Lima Challenger 2009
Il Lima Challenger 2009 è stato un torneo professionistico di tennis maschile giocato sulla terra rossa, che faceva parte dell'ATP Challenger Tour 2009. Si è giocato a Lima in Perù dal 16 al 22 novembre 2009.

## Partecipanti

### Teste di serie
| Nazionalità | Giocatore             | Ranking* | Testa di serie |
| ----------- | --------------------- | -------- | -------------- |
| Argentina   | Eduardo Schwank       | 146      | 1              |
| Brasile     | Júlio Silva           | 147      | 2              |
| Brasile     | João Souza            | 165      | 3              |
| Argentina   | Gastón Gaudio         | 171      | 4              |
| Argentina   | Brian Dabul           | 183      | 5              |
| Argentina   | Diego Junqueira       | 192      | 6              |
| Argentina   | Juan Martín Aranguren | 195      | 7              |
| Cile        | Jorge Aguilar         | 244      | 8              |

- Ranking al 9 novembre 2009.

### Altri partecipanti
Giocatori che hanno ricevuto una wild card:
- Duilio Beretta
- Francisco Carbajal
- Sergio Galdós
- Iván Miranda

Giocatori passati dalle qualificazioni:
- Diego Cristín
- Hans Podlipnik-Castillo
- Guillermo Rivera-Aranguiz
- Cristóbal Saavedra-Corvalán

## Campioni

### Singolare
Eduardo Schwank def.  Jorge Aguilar con il punteggio di 7–5, 6–4.

### Doppio
Martín Alund /  Juan Martín Aranguren def.  Cristóbal Saavedra-Corvalán /  Guillermo Rivera-Aranguiz con il punteggio di 6–4, 6–4.